# Knight's & Magic
Knight's & Magic (ナイツ＆マジック?, Naitsu & Majikku) è una serie di light novel scritta da Hisago Amazake-no e illustrata da Kurogin, edita da Shufunotomo, sotto l'etichetta Hero Bunko, da gennaio 2013. Un adattamento manga ha iniziato la serializzazione su Young Gangan il 15 aprile 2016, mentre un adattamento anime, prodotto da 8-Bit e acquistato in Italia da Yamato Video, è stato trasmesso in Giappone tra il 2 luglio e il 24 settembre 2017.

## Trama
Kurata, un programmatore di videogiochi con una smodata passione per i mecha, dopo essere rimasto ucciso in un incidente stradale si reincarna in una realtà alternativa in cui gli esseri umani hanno costruito gigantesche armature mosse dalla magia, i Silouhette Knight, per difendersi dalle Bestie Demoniache, animali impazziti che attaccano gli uomini senza apparente motivo. Rinato come Ernesti "Eru" Echevarria, unico figlio di una rispettata famiglia di maghi, e avendo conservato memoria della propria passione, Kurata decide di diventare lui stesso un pilota di Silouhette Knight.

## Personaggi
Ernesti "Eru" Echevarria (エルネスティ・エチェバルリア (エル)?, Erunesuti Echebaruria (Eru)) / Tsubasa Kurata (倉田翼?, Kurata Tsubasa)
Doppiato da: Rie Takahashi e Daisuke Sakaguchi (Tsubasa Kurata)
Il protagonista, un tempo un programmatore di nome Tsubasa Kurata ossessionato dai robot. A seguito di un incidente d'auto si reincarna nel nuovo mondo in Ernesti Echevalier, il quale conserva la precedente passione per i Silhouette Knights fin dall'infanzia, prefiggendosi in seguito l'obbiettivo di costruire il proprio Silhouette Knight per proteggere il suo regno. A causa della sua bassa statura e l'aspetto androgino, spesso viene confuso per una ragazza. Grazie alla sua vita passata, è un inventore geniale che ha creato nuove invenzioni come il Gunlike Rod, che combina una spada e una bacchetta magica in un'arma, diverse migliorie e accessori per i Silhouette Knight e i Silhouette Gear, delle tute basate sui Silhouette Knight. In seguito diventa il comandante del nuovo Ordine dei Cavalieri della Fenice d'Argento. Il suo Silhouette Knight inizialmente è il nuovo e primo modello volante Toybox, ma dopo il periodo di studio ad Alfheim costruisce il suo modello personale Ikaruga, la cui potenza deriva dai cuori del Behemoth e del Queen Shellcase che ha sconfitto, garantendogli prestazioni notevolmente superiori rispetto al precedente.
Adeltrud "Ady" Alter (アデルトルート・オルター (アディ)?, Aderutorūto Orutā (Adi))
Doppiata da: Ayaka Ōhashi
Amica d'infanzia di Eru insieme al fratello Kid i quali lo avevano conosciuto mentre stavano scappando di casa in quanto figli illegittimi del marchese Joachim Serrati, venendo motivati dalla sua eccellenza nella magia e imparandola da lui. È molto affezionata a Eru e ama abbracciarlo. Oltre a essere specializzata nel Silhouette Gear diventa la Knight Runner di uno Zendorimbre.
Archid "Kid" Alter (アーキッド・オルター (キッド)?, Ākiddo Orutā (Kiddo))
Doppiato da: Shinsuke Sugawara
Fratello di Ady e un altro amico d'infanzia di Eru. Dato che lui e sua sorella sono figli illegittimi del marchese Joachim Serrati non va d'accordo con suo padre e la sua famiglia legale, in particolare il fratellastro Baltsar che li disprezza in quanto teme che il loro padre possa legittimarli e fare di Kid il suo erede. Nel corso del Western Grand Storm forma una relazione con la principessa Eleonora di Kuschpercha. Oltre a essere specializzato nel Silhouette Gear diventa il Knight Runner di uno Zendorimbre.
Edgar C. Blanche (エドガー・C・ブランシュ?, Edogā C Buranshu)
Doppiato da: Yasuaki Takumi
Compagno delle superiori di Eru all'Accademia di Laihiala e considerato il miglior Knight Runner della scuola. Il suo Silhouette Knight si chiama Earlcumber, un modello customizzato di Sardorea dotato di uno scudo usato come fodero di una spada. In seguito Eru lo trasforma nell'Aldiratcumber, dotato di due scudi come Option Works.
Dietrich Kunitz (ディートリヒ・クーニッツ?, Dītorihi Kūnittsu)
Doppiato da: Kazuyuki Okitsu
Un altro compagno delle superiori di Eru. Inizialmente piuttosto arrogante, dopo essere fuggito durante una lotta contro un Behemoth, cambia comportamento e diventa più responsabile. Il suo Silhouette Knight si chiama Guair ed è armato di due spade. In seguito Eru lo trasforma nel Guairalinde, più agile e con maggiore potenza.
Helvi Oberi (ヘルヴィ・オーバーリ?, Heruvi Ōbāri)
Doppiata da: Shizuka Itō
Una compagna delle superiori di Eru, caratterizzata da una piena determinazione nel vincere. Il suo Silhouette Knight è un modello Trandorkis, in seguito potenziato in quello nuovo del Tellestarle, ma a seguito del furto ad opera dei Cavalieri della Zanna Ramata dell'impero di Zaloudek diventa pilota di uno dei nuovi Zendorimbre a capo di un’unità di cavalleria.
Batson Termonen (バトソン・テルモネン?, Batoson Terumonen)
Doppiato da: Natsumi Fujiwara
Un ragazzo nano che vuole diventare un fabbro e un amico di Eru dai tempi dell'Accademia. In seguito diviene un membro fondamentale nell'Ordine dei Cavalieri della Fenice d'Argento.
David Hepken (ダーヴィド・ヘプケン?, Dāvido Hepuken)
Doppiato da: Atsushi Imaruoka
Un ingegnere nano, dal carattere scorbutico ma di buon cuore, che finisce sempre per farsi coinvolgere nei nuovi progetti di Eru.
Stefania Serrati (ステファニア・セラーティ?, Sutefania Serāti)
Doppiata da: Sayaka Senbongi
La Presidente del Consiglio studentesco dell'Accademia di Laihiala e la sorellastra maggiore di Ady e Kid. Nonostante il loro status illegittimo, tratta Ady e Kid come parte della sua famiglia, e come la prima dedica molte attenzioni a Eru.
Lauri Echevalier (ラウリ・エチェバルリア?, Rauri Echebaruria)
Doppiato da: Masaru Ikeda
Il nonno di Eru e il preside dell'Accademia di Laihiala.
Mathias Echevalier (マティアス・エチェバルリア?, Matiasu Echebaruria)
Doppiato da: Hidetaka Tenjin
Il padre di Eru e un Knight Runner.
Celestina Echevalier (セレスティナ・エチェバルリア?, Seresutina Echebaruria)
Doppiata da: Sayaka Ōhara
La madre di Eru che gli ha insegnato la magia. Nell'anime è la voce narrante delle vicende.
Olver Bromdal (オルヴァー・ブロムダール?)
Doppiato da: Yoshitsugu Matsuoka
Direttore del Silhouette Knight Laboratory e membro della razza degli Alf, i creatori degli Ether Reactor dei Silhouette Knight.

## Media

### Light novel
L'opera, scritta e ideata da Hisago Amazake-no, ha iniziato la pubblicazione sul sito web Shōsetsuka ni narō il 16 ottobre 2010. Concepita dall'autore come una serie di romanzi amatoriali, è stata poi adattata in una serie di light novel con le illustrazioni di Kurogin dal 30 gennaio 2013. Al 29 novembre 2021 undici volumi sono stati pubblicati sotto l'etichetta Hero Bunko da Shufunotomo.
| Nº | Data di prima pubblicazione | Data di prima pubblicazione | Data di prima pubblicazione |
| Nº | Giapponese                  | Giapponese                  |                             |
| -- | --------------------------- | --------------------------- | --------------------------- |
| 1  | 30 gennaio 2013             | ISBN 978-4-07-288159-0      |                             |
| 2  | 31 maggio 2013              | ISBN 978-4-07-289667-9      |                             |
| 3  | 30 settembre 2013           | ISBN 978-4-07-292729-8      |                             |
| 4  | 28 aprile 2014              | ISBN 978-4-07-296348-7      |                             |
| 5  | 30 marzo 2015               | ISBN 978-4-07-412412-1      |                             |
| 6  | 30 marzo 2016               | ISBN 978-4-07-416172-0      |                             |
| 7  | 25 marzo 2017               | ISBN 978-4-07-424154-5      |                             |
| 8  | 30 settembre 2017           | ISBN 978-4-07-427900-5      |                             |
| 9  | 31 ottobre 2018             | ISBN 978-4-07-435471-9      |                             |
| 10 | 30 settembre 2020           | ISBN 978-4-07-445630-7      |                             |
| 11 | 29 novembre 2021            | ISBN 978-4-07-450520-3      |                             |

### Manga
Un adattamento manga di Takuji Katō è stato serializzato sulla rivista Young Gangan di Square Enix dal 15 aprile 2016 al 4 marzo 2022. Diciassette volumi tankōbon sono stati pubblicati tra il 24 settembre 2016 e il 25 marzo 2022. I diritti di distribuzione digitale in contemporanea col Giappone da luglio 2017 sono stati acquistati da Crunchyroll.

#### Volumi
| Nº | Data di prima pubblicazione | Data di prima pubblicazione | Data di prima pubblicazione |
| Nº | Giapponese                  | Giapponese                  |                             |
| -- | --------------------------- | --------------------------- | --------------------------- |
| 1  | 24 settembre 2016           | ISBN 978-4-7575-5108-4      |                             |
| 2  | 23 marzo 2017               | ISBN 978-4-7575-5254-8      |                             |
| 3  | 24 giugno 2017              | ISBN 978-4-7575-5389-7      |                             |
| 4  | 25 settembre 2017           | ISBN 978-4-7575-5484-9      |                             |
| 5  | 24 marzo 2018               | ISBN 978-4-7575-5670-6      |                             |
| 6  | 25 luglio 2018              | ISBN 978-4-7575-5792-5      |                             |
| 7  | 24 novembre 2018            | ISBN 978-4-7575-5919-6      |                             |
| 8  | 25 marzo 2019               | ISBN 978-4-7575-6071-0      |                             |
| 9  | 25 luglio 2019              | ISBN 978-4-7575-6213-4      |                             |
| 10 | 25 novembre 2019            | ISBN 978-4-7575-6400-8      |                             |
| 11 | 25 marzo 2020               | ISBN 978-4-7575-6573-9      |                             |
| 12 | 22 luglio 2020              | ISBN 978-4-7575-6765-8      |                             |
| 13 | 25 novembre 2020            | ISBN 978-4-7575-6955-3      |                             |
| 14 | 25 marzo 2021               | ISBN 978-4-7575-7166-2      |                             |
| 15 | 26 luglio 2021              | ISBN 978-4-7575-7385-7      |                             |
| 16 | 25 novembre 2021            | ISBN 978-4-7575-7594-3      |                             |
| 17 | 25 marzo 2022               | ISBN 978-4-7575-7836-4      |                             |

### Anime
Annunciato il 24 settembre 2016 sul primo volume del manga, un adattamento anime, prodotto da 8-Bit e diretto da Yūsuke Yamamoto, è andato in onda dal 2 luglio al 24 settembre 2017. La composizione della serie è stata affidata a Michiko Yokote, mentre la colonna sonora è stata composta da Masato Kōda. Le sigle di apertura e chiusura sono rispettivamente Hello! My World!! di Fhána e You & I (ユー＆アイ?, Yū & ai) di Ayaka Ōhashi. In Italia gli episodi sono stati trasmessi in streaming in simulcast da Yamato Video su YouTube, mentre in altre parti del mondo i diritti sono stati acquistati da Crunchyroll.

#### Episodi
| Nº | Titolo originale | In onda           | In onda |
| Nº | Titolo originale | Giapponese        |         |
| 1  | Robots & Fantasy | 2 luglio 2017     |         |
| 2  | Hero & Beast     | 9 luglio 2017     |         |
| 3  | Scrap & Build    | 16 luglio 2017    |         |
| 4  | Light & Shadow   | 23 luglio 2017    |         |
| 5  | Hide & Seek      | 30 luglio 2017    |         |
| 6  | Trial & Error    | 6 agosto 2017     |         |
| 7  | New & Old        | 13 agosto 2017    |         |
| 8  | Secret & Quest   | 20 agosto 2017    |         |
| 9  | Force & Justice  | 27 agosto 2017    |         |
| 10 | War & Princess   | 3 settembre 2017  |         |
| 11 | Hit & Away       | 10 settembre 2017 |         |
| 12 | Knight & Dragon  | 17 settembre 2017 |         |
| 13 | Heaven & Earth   | 24 settembre 2017 |         |